# Сент-Луїський мистецький музей
Сент-Луїський мистецький музей (англ. Saint Louis Art Museum) — мистецький музей в штаті Міссурі, в місті Сент-Луїс. Різнобічні музейні збірки приваблюють до музею, що працює безкоштовно, близько півмільйона відвідувачів на рік.

## Споруда
Музей засновано в 1879 році, коли в Сполучених Штатах звернули увагу на створення музейних закладів на зразок Західної Європи. Трагічні події в Європі — Франко-пруська і Перша світова війни, розпад Австрійської і Російської імперії, масовий розпродаж музейних скарбів з СРСР сприяли збагаченню США і придбанню і вивезенню в країну значної кількості творів мистецтва. Поповнення музейних збірок йшло також через закупівлі на численних аукціонах і розкопках в Мексиці, США тощо.
Головна споруда музею — павільйон, створений до Всесвітньої виставки 1904 року на честь 100-річчя придбання Луїзіани (територій Франції на американському континенті) американським урядом. Автор проекту — архітектор Касс Джілберт, що використав поземний план Терм Каракалли в Стародавньому Римі. Добудови створені на початку 21 століття (нові галереї, підземний паркінг, архітектор — Девід Чіпперфілд, ландшафтний архітектор — Мішель Десвін).
Музей засновувався як Художня школа і музей образотворчих мистецтв міста Сент-Луїс у межах відділення Вашингтонського університету в Сент-Луїсі. Первісна споруда була розміщена в центрі міста. Після закінчення виставки у 1904 році заклад перевели до павільйону в Лісопарку. 1909 року музей відокремився від університету і отримав назву міський художній музей. 1950 року до музею додали залу для проведення концертів і показу фільмів. Назву музею ще раз змінили на Художній музей.

## Головні відділення закладу
- мистецтво африканських народів
- мистецтво доколумбової Америки

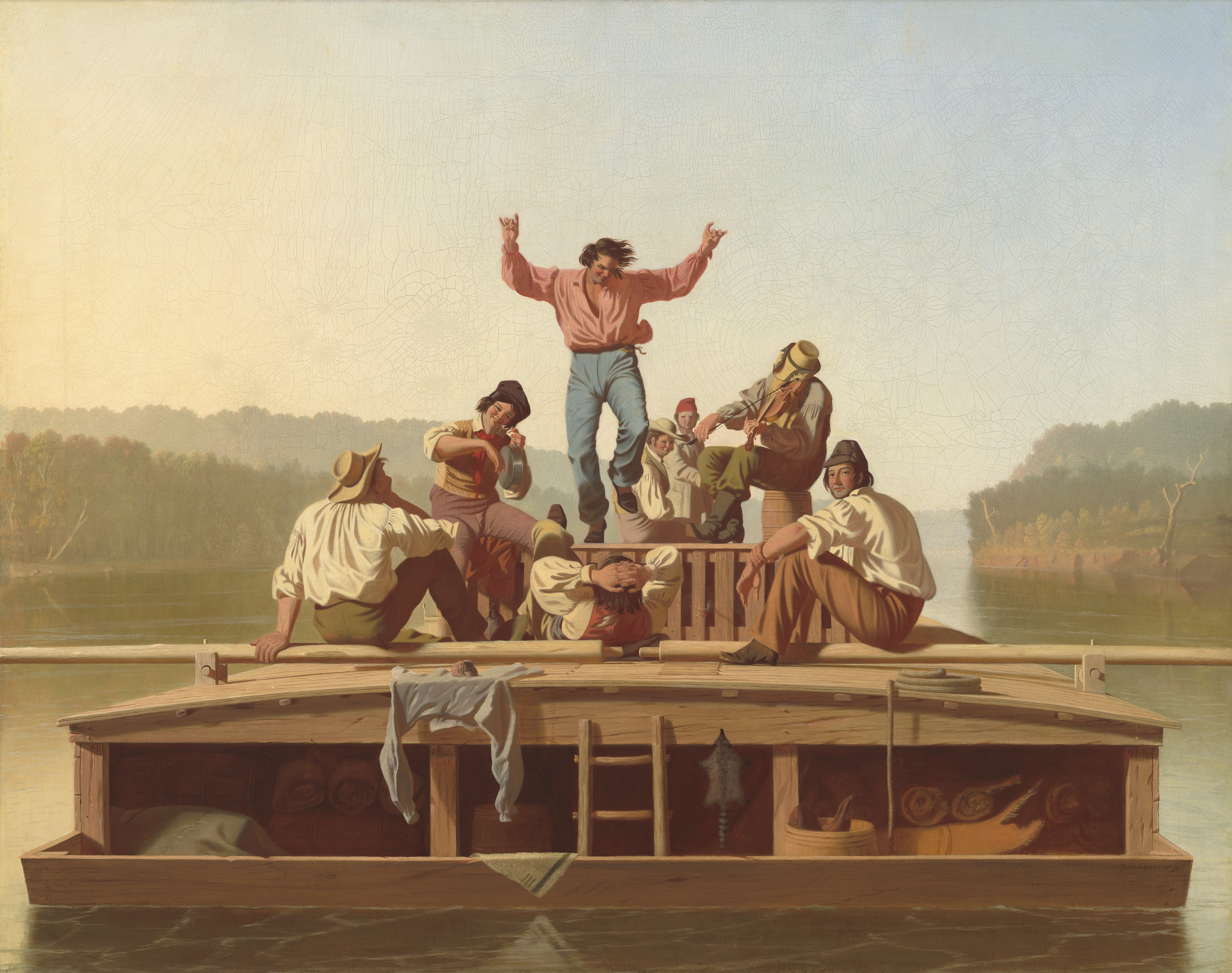
Дж. Бінґем. «Веселі спла́вники»

- мистецтво європейської античності і ісламських країн
- мистецтво країн Далекого Сходу
- мистецтво народів Океанії
- відділ мистецтва художників США
- відділ мистецтва європейського середньовіччя
- сучасне мистецтво
- декоративно-ужиткове мистецтво країн світу
- відділ фото, архітектурних креслень, малюнків і графіки

Особливістю Художнього музею є наявність значної кількості творів німецького художника Макса Бекмана і постімпресіоністів. В розділі американських художників звертають увагу картини побутового жанру Джорджа Кейлеба Бінґема зі сценами життя мешканців вздовж річки Міссурі.

## Зразки творів Бінґема з різних музеїв

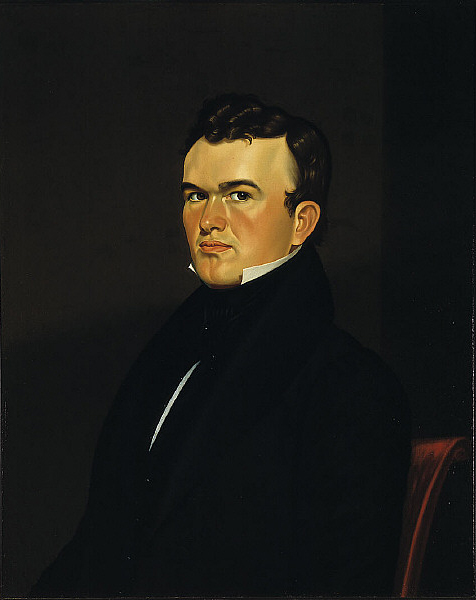
Дж. Бінґем. Автопортрет
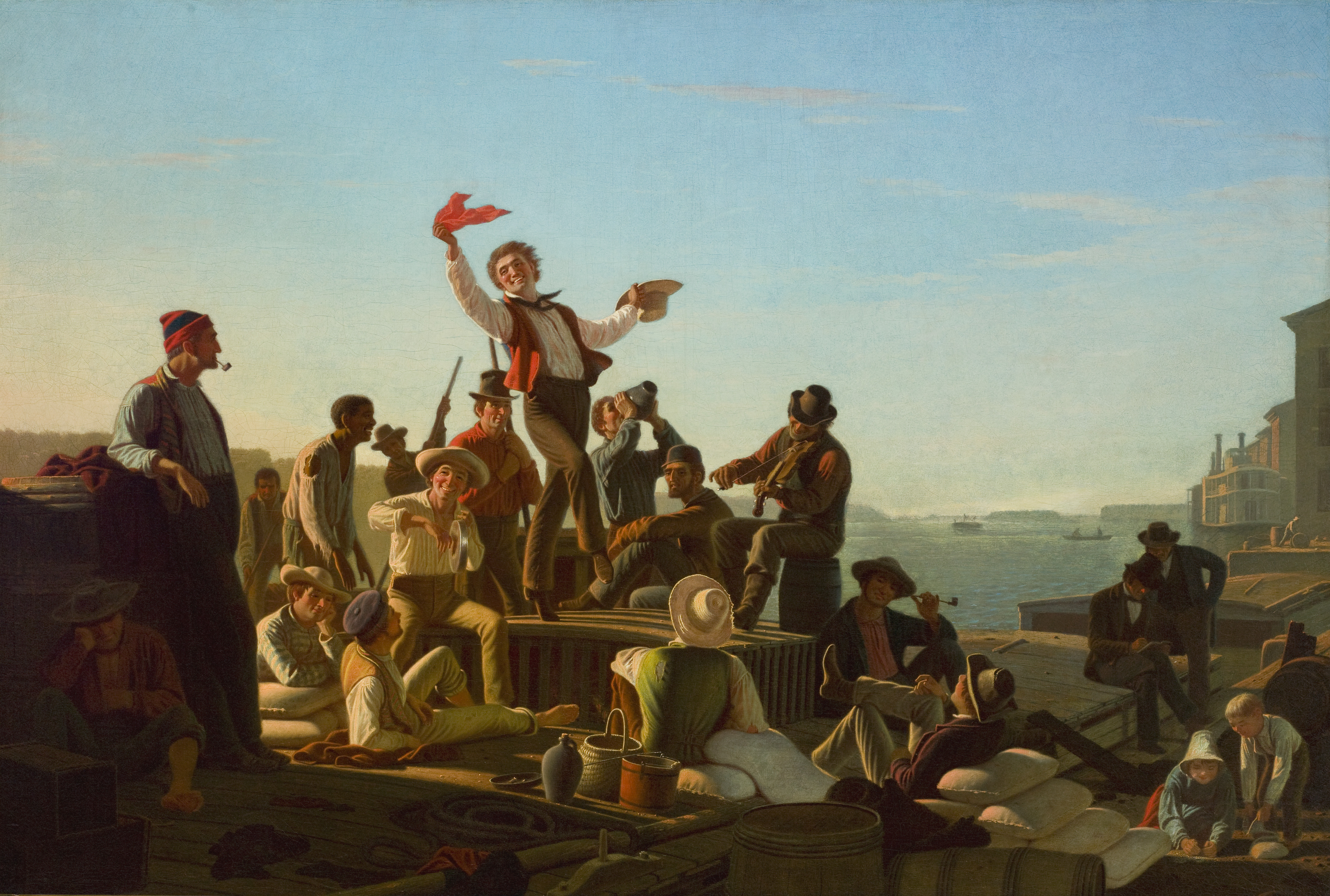
Дж. Бінґем. «Веселі сплавники в порту»
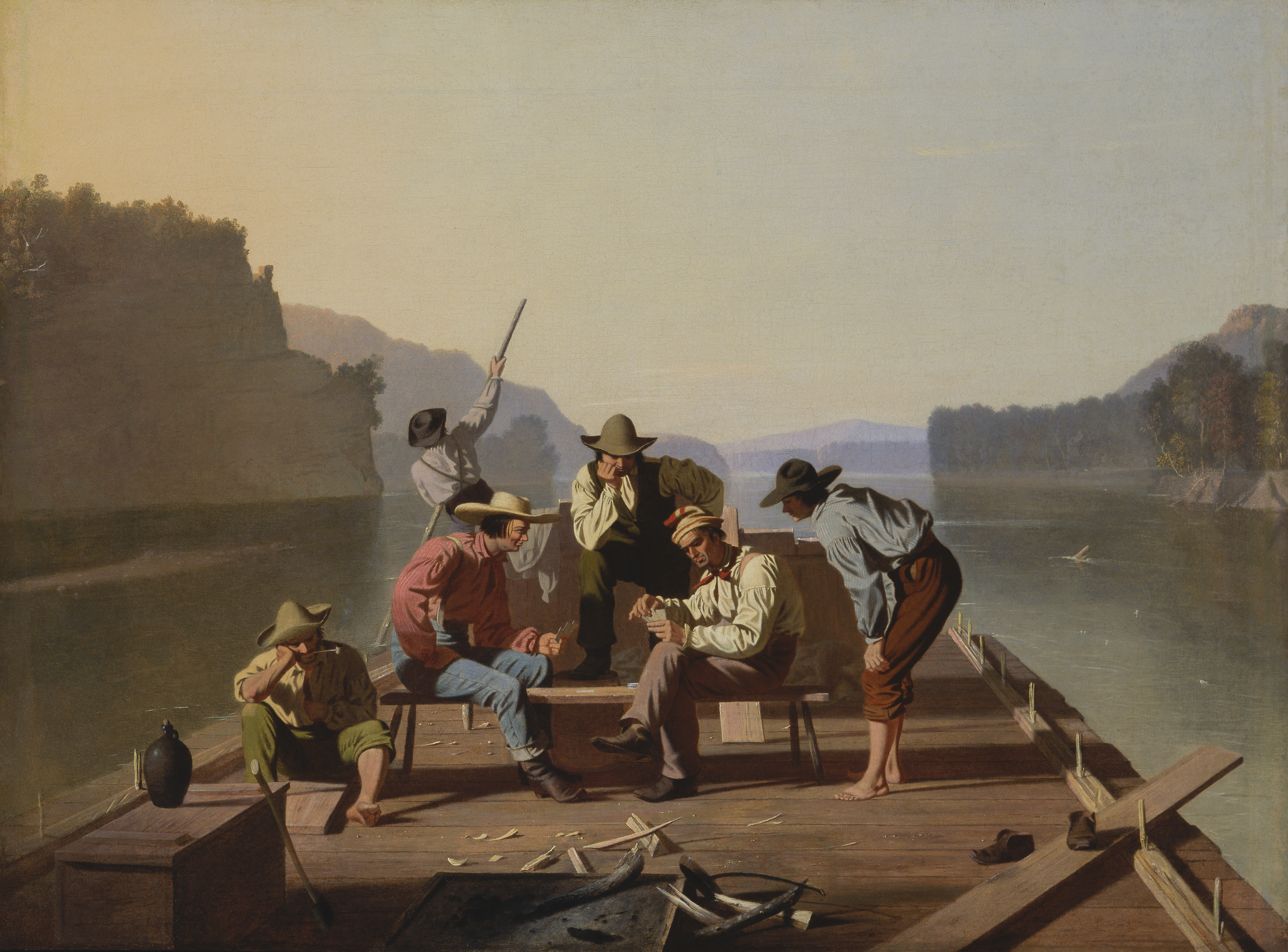
Дж. Бінґем. «Гра в карти на поромі»
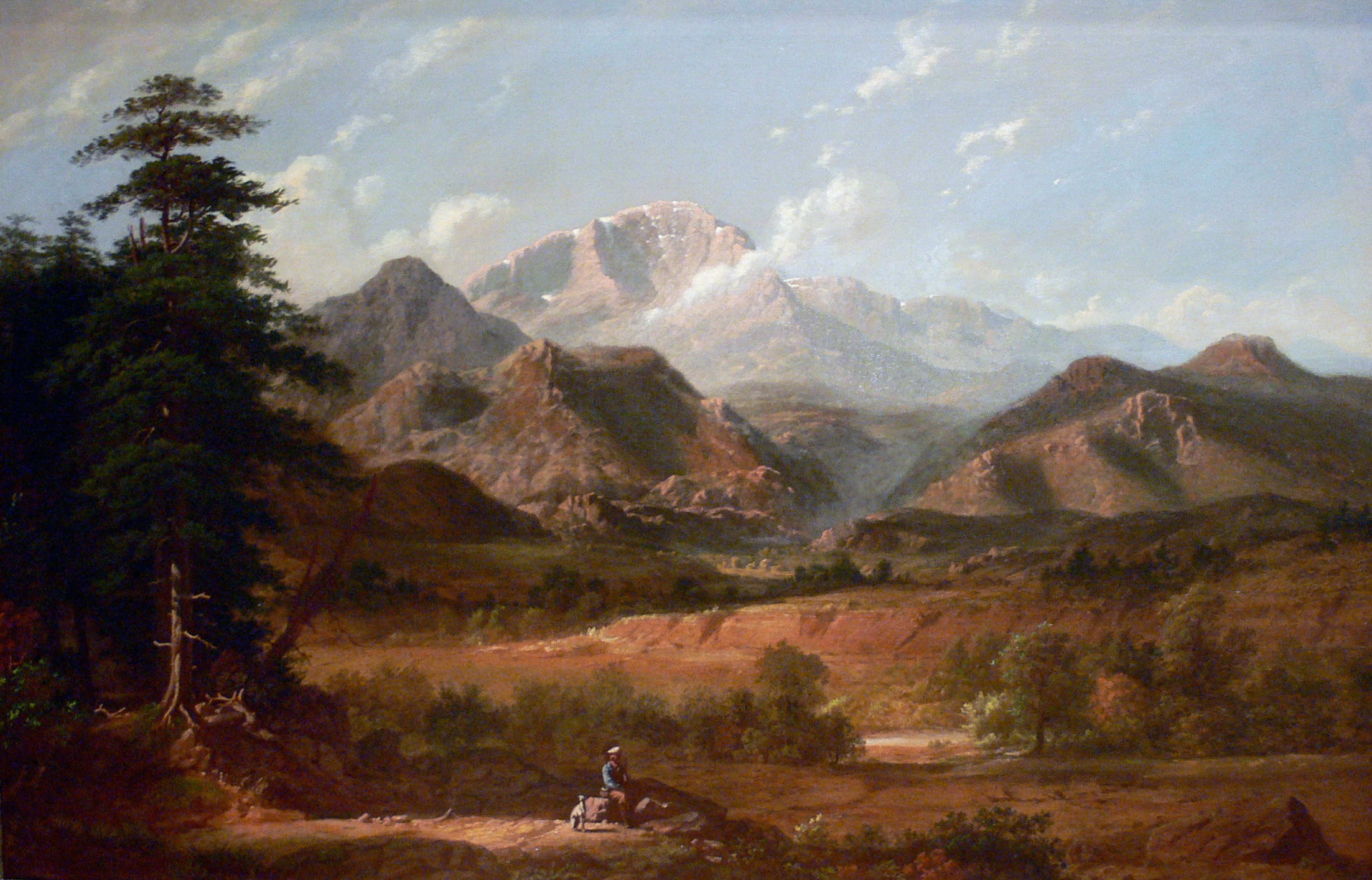
Дж. Бінґем. «Краєвид з горою Рік»

## Скарби мистецьких колекцій
Мешканці Сполучених Штатів вважають англійців своїми попередниками. Тому охоче купують твори мистецтва діячів Великої Британії. Не виняток і Художній музей в місті Сент-Луїс. До збірок музею входять твори Томаса Гейнсборо, Джошуа Рейнольдса, Джона Констебла і низки другорядних майстрів, яких можна побачити тільки в самій Британії.

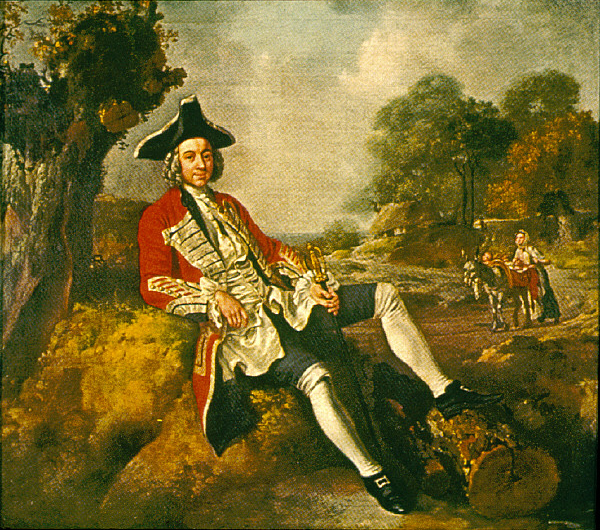
Томас Гейнсборо. «Портрет джентльмена на тлі пейзажу»
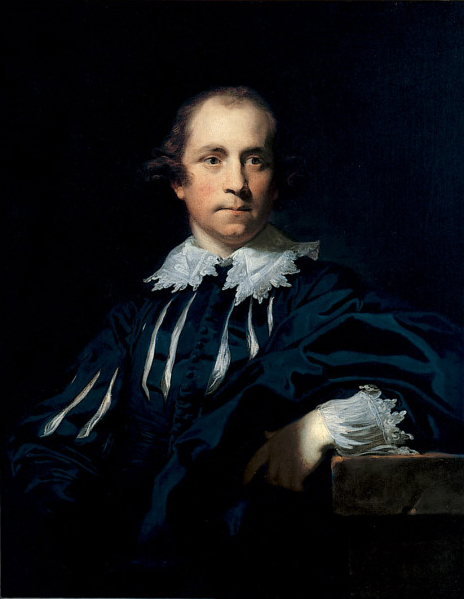
Джошуа Рейнольдс. «Джон Юліус Ангерстейн»
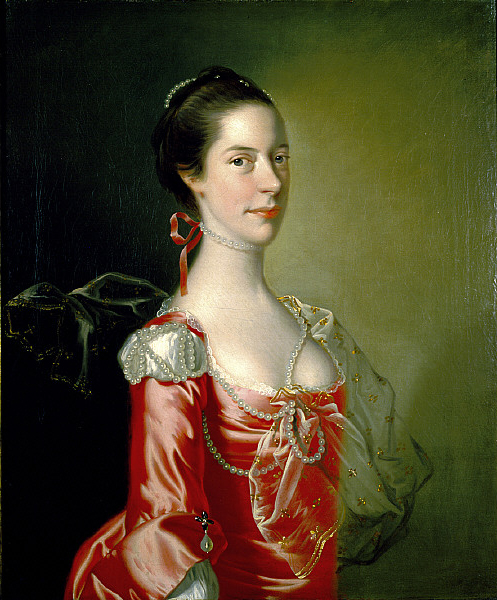
Джозеф Райт з Дербі. «Портрет леді»
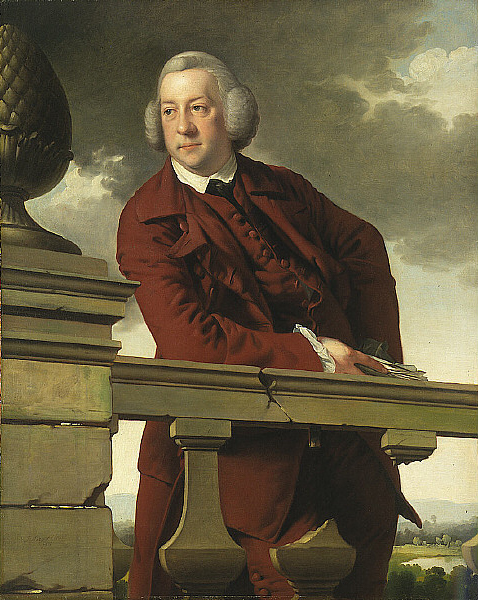
Джозеф Райт з Дербі. «Роберт Гвіллим»

## Скульптура

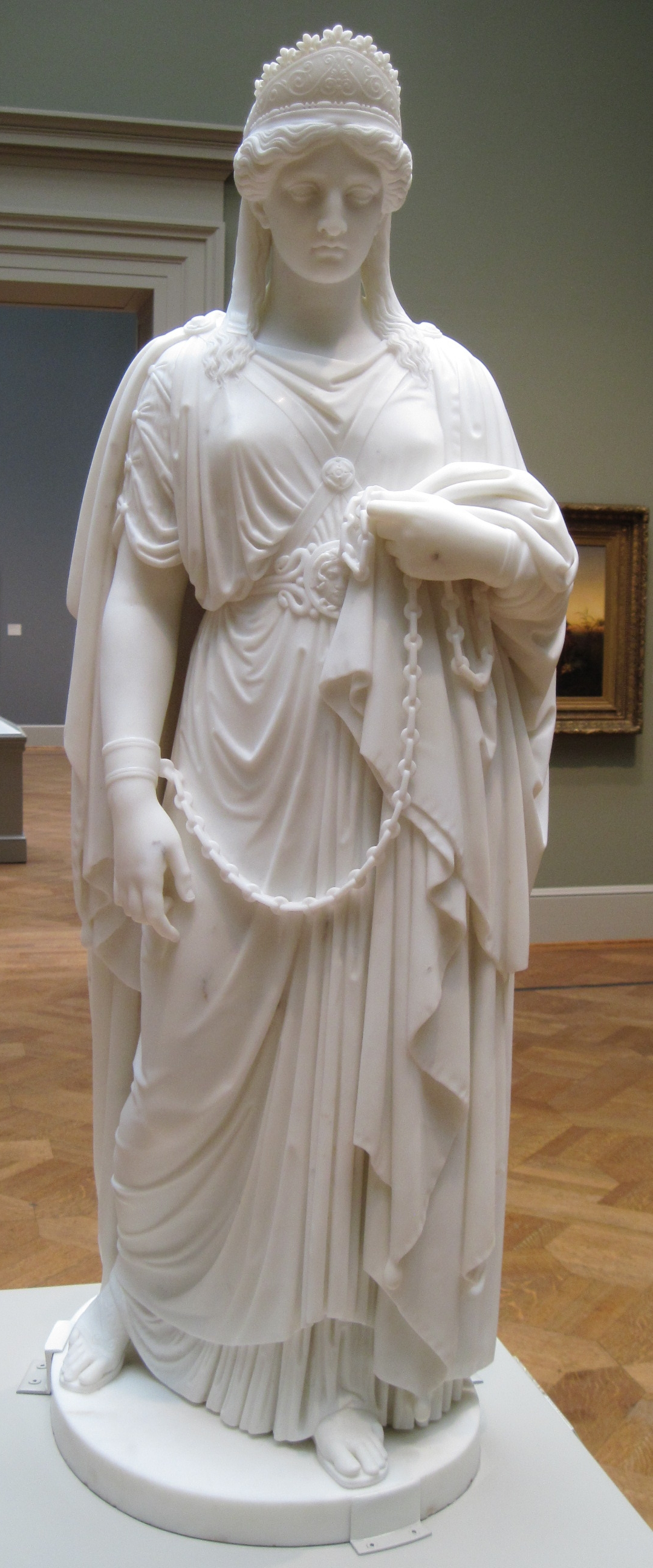
Ск. Герріт Хосмер (1830—1908). «Цариця Зенобія в кайданах»

Зацікавленість в відділі скульптури підтримує незвичний твір італійських майстрів — Монторсолі (1507 −1563) та Франческо да Сангалло «Відпочинок Фавна» 1535 року. На скелястому пагорбі зручно вмостився персонаж багатьох стародавніх міфів. Казкова істота з торсом чоловіка і ногами козла відтворена надзвичайно реалістично, наче хтось зі скульпторів справді зустрічав Фавна. Поряд — грона винограду, якими ласував Фавн та Флейта, яку йому подарував сам бог Природи — Пан. Але скульптура — лише відображення розвиненої уяви митців доби італійського маньєризму, споглядань за реальністю і віртуозної художньої майстерності скульпторів з Флоренції.
Серед скульптур середньовічних митців Китаю — дерев'яний Бодхісатва з залишками розфарбування (період Північної династії 960—1127 рр.), бронзова фігура Di guan з золоченням (16 століття), золочені бронзи з Тибету.

## Ювелірні вироби
Ювелірні вироби талановитих майстрів дивують мініатюрними розмірами, віртуозною обробкою коштовних чи напівкоштовних матеріалів і незвичністю задуму. Все це притаманне і ювелірним виробам Художнього музею в місті Сент-Луїс. В розділі європейського середньовіччя привертає увагу крихітний рельєф зі сценою Благовіщення. Іспанський майстер вклав в створення мініатюрної скульптури надзвичайну майстерність, вдало поєднавши крилатого вісника Всемогутнього християнського Бога з трохи переляканою Марією на стільці з біблією в руці.

## Живопис західноєвропейських митців
В музеї мало творів італійського відродження, але є колекція творів майстрів Північного Відродження, серед яких -
- Ганс Гольбейн молодший
- Лукас Кранах Старший
- Рогір ван дер Вейден, (учень)
- Гуго ван дер Гус, (учень)
- Ян Провост.

Але більш повно представлені майстри італійського маньєризму (Монторсолі, Франческо Сальвіаті, Джорджо Вазарі, Джироламо Маццола Бедолі) чи представники караваджизму (Артемісія Джентілескі, Бартоломео Манфреді).

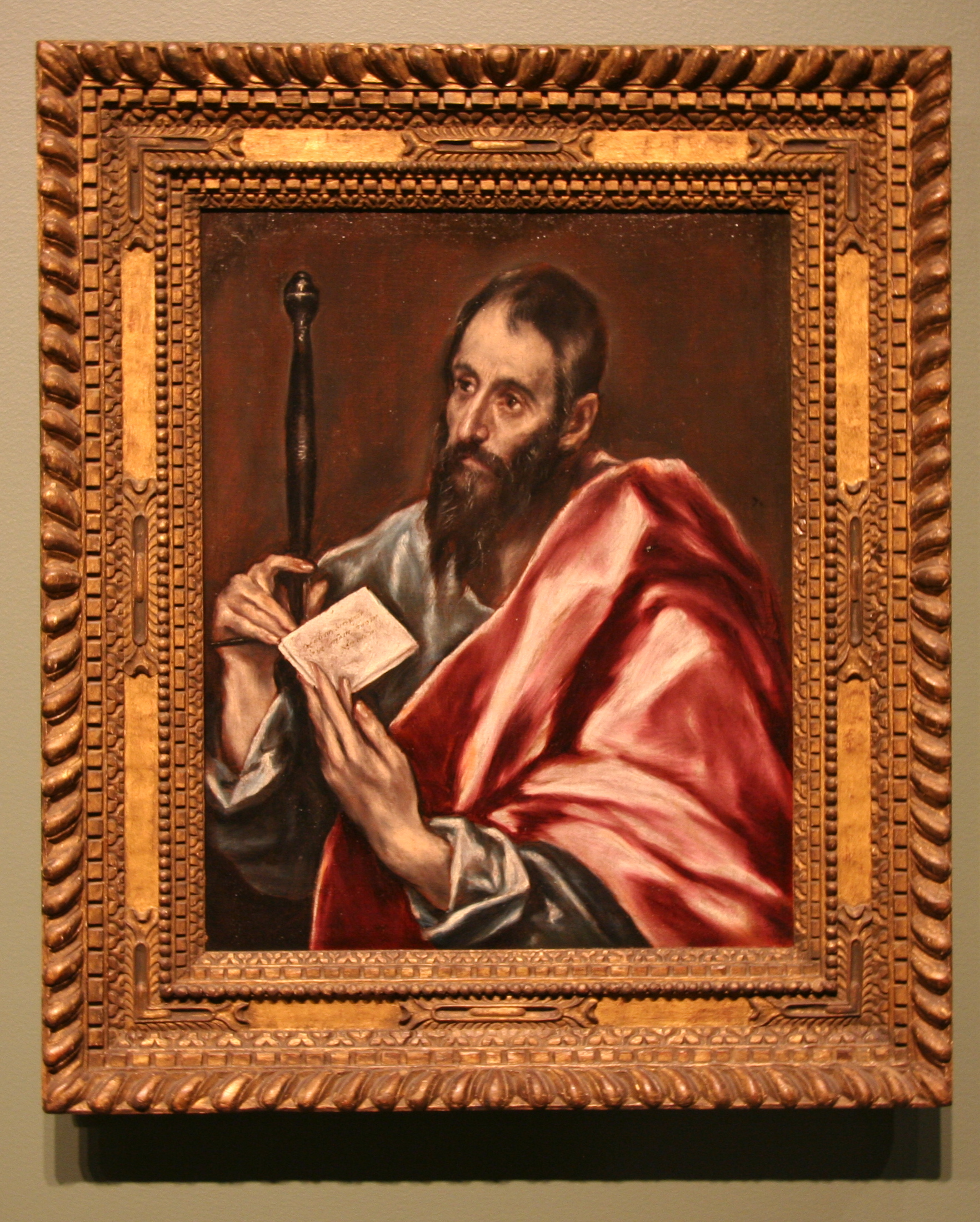
Ель Греко. «Апостол Павло»

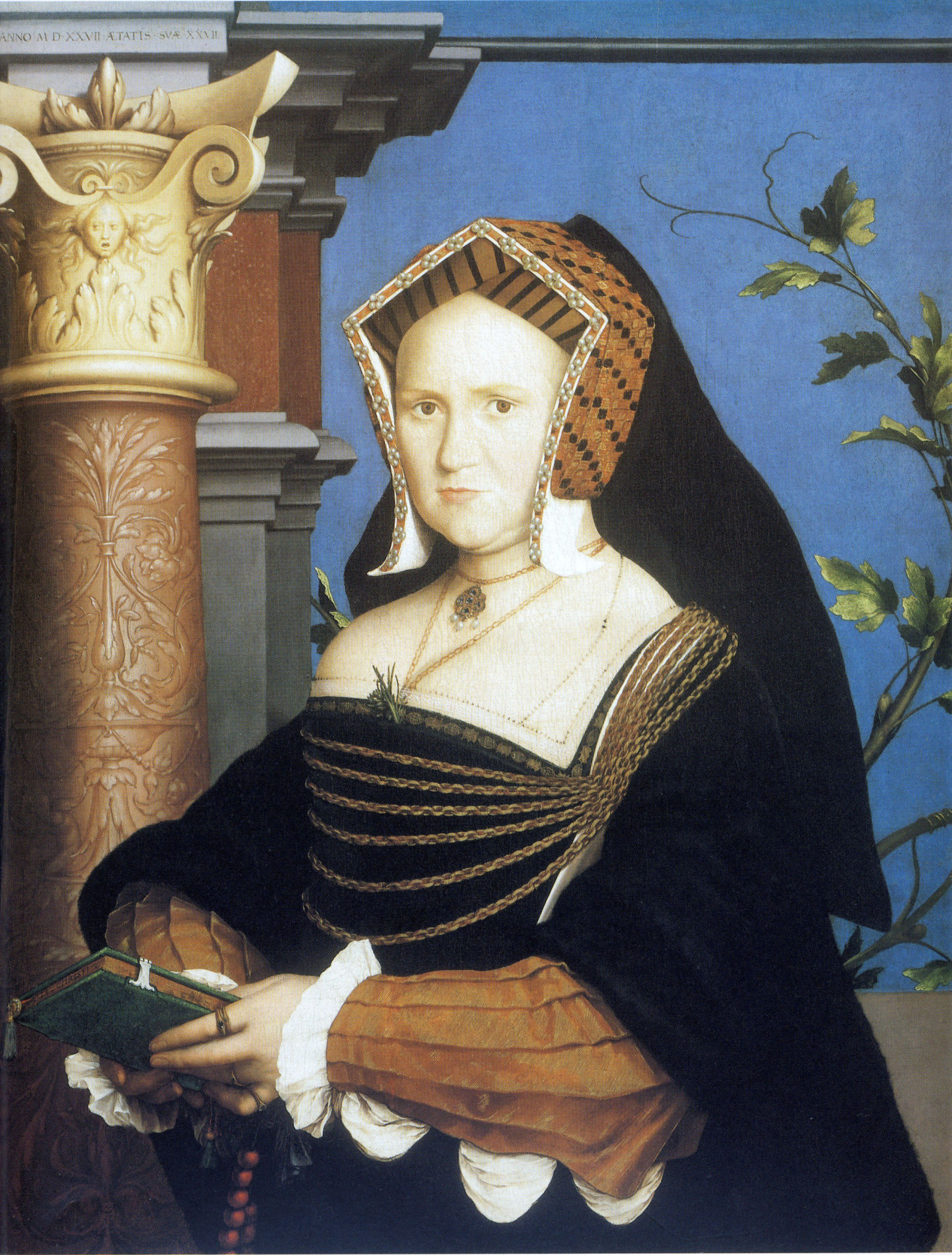
Ганс Гольбейн молодший. Леді Гулдфорд, 1527 рік
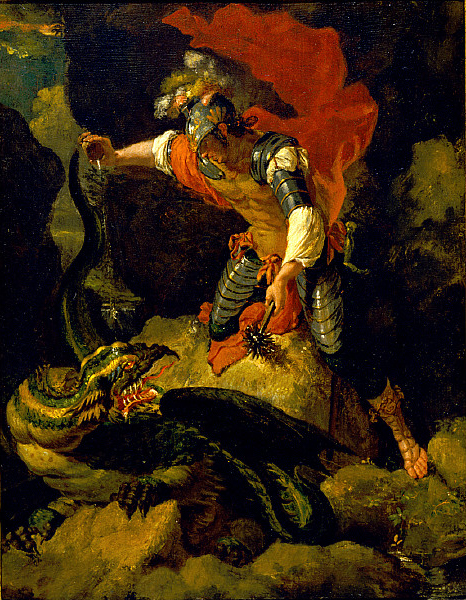
Сальватор Роза. «Язон і дракон»
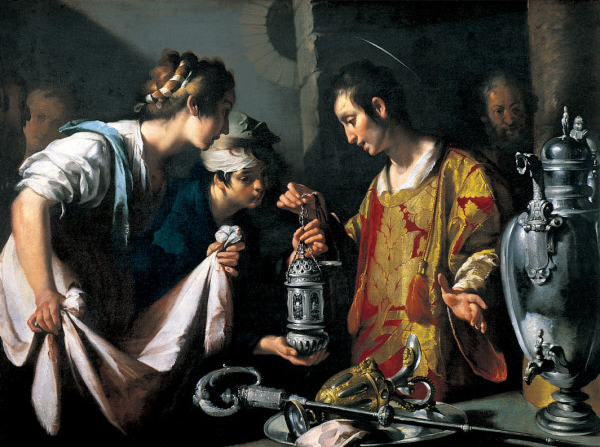
Бернардо Строцці. «Милостиня Св. Лаврентія»
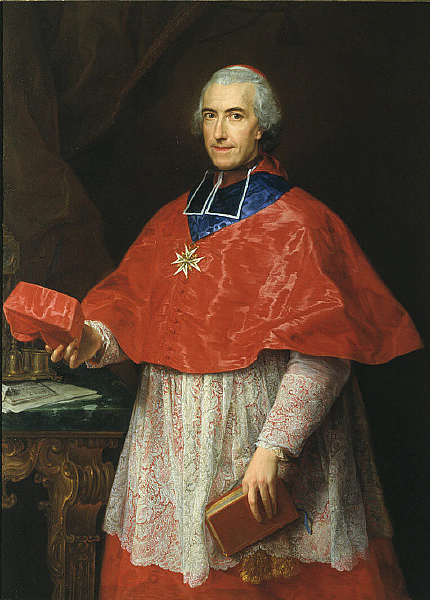
Помпео Батоні. «Кардинал Жан-Франсуа Жозеф де Рошешуар»
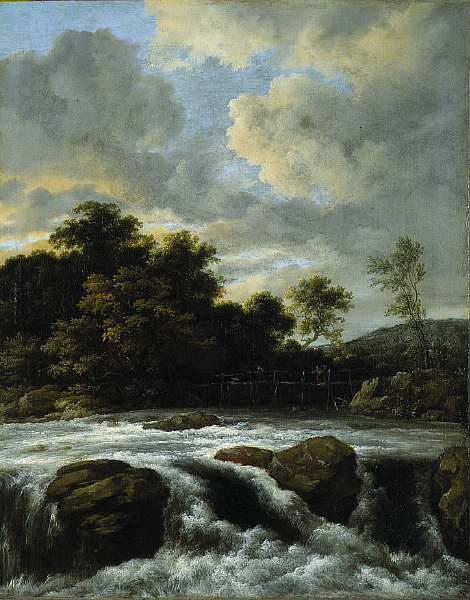
Якоб ван Рейсдаль. «Пейзаж з водоспадом»
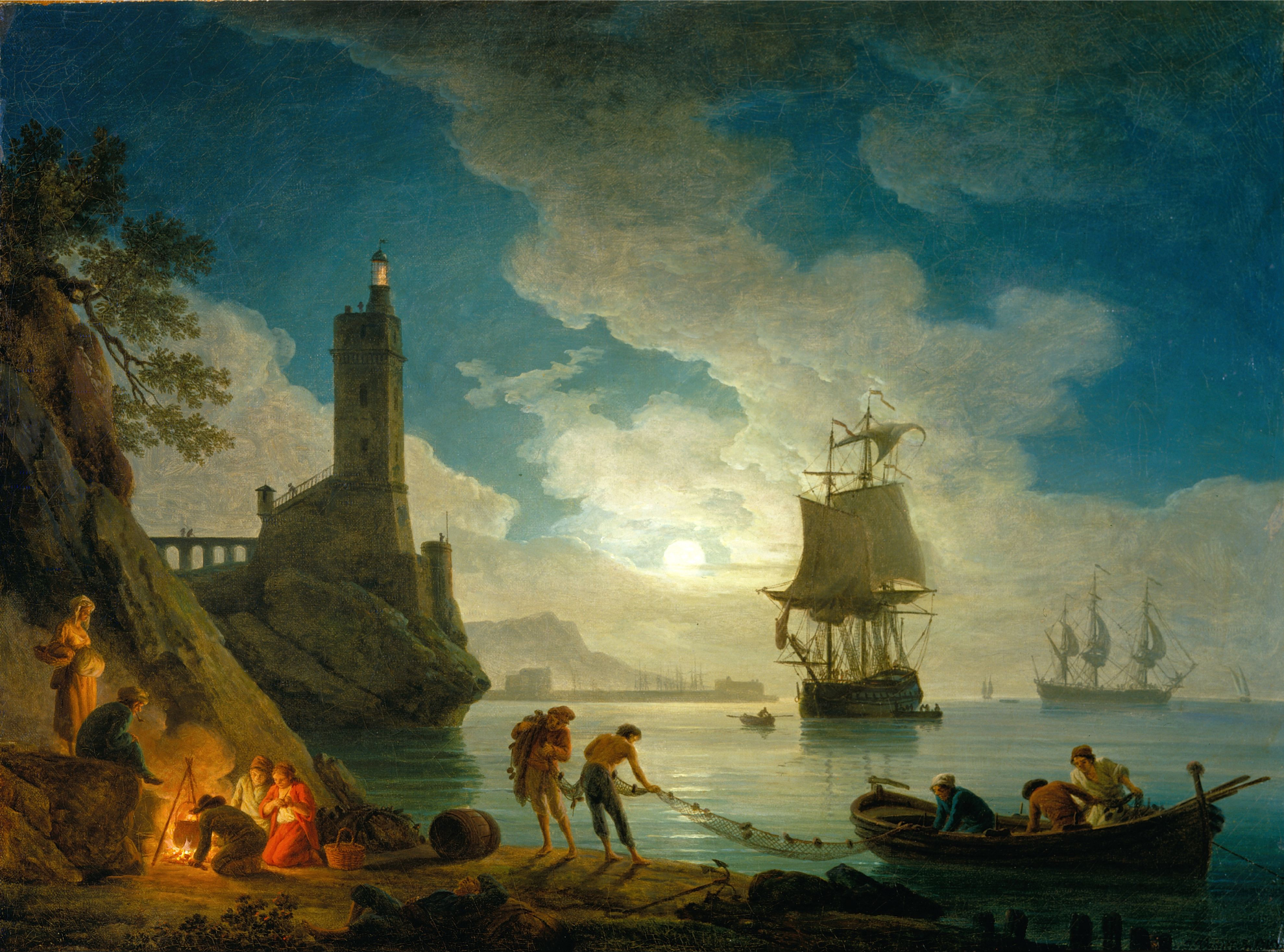
Клод Жозеф Верне. «Затока в місячному освітленні»
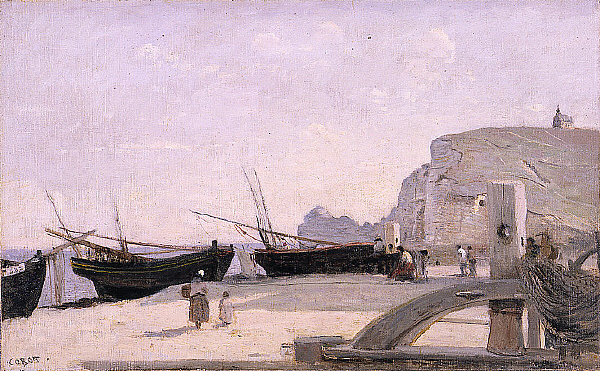
Каміль Коро. «Берег в Етрета»
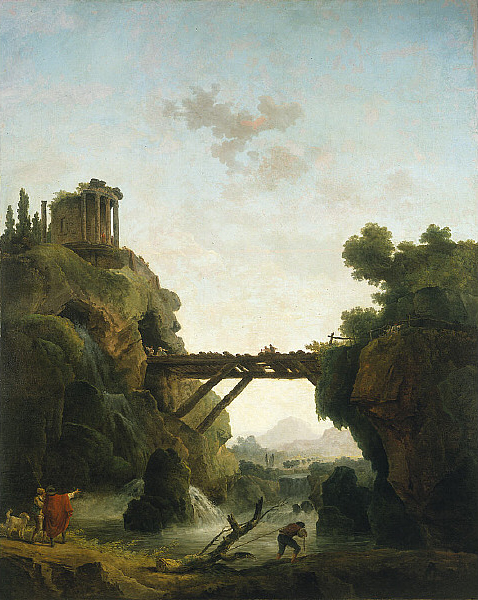
Гюбер Робер. «Пейзаж зі спорудами в Тіволі»

## Відділ живопису Франції

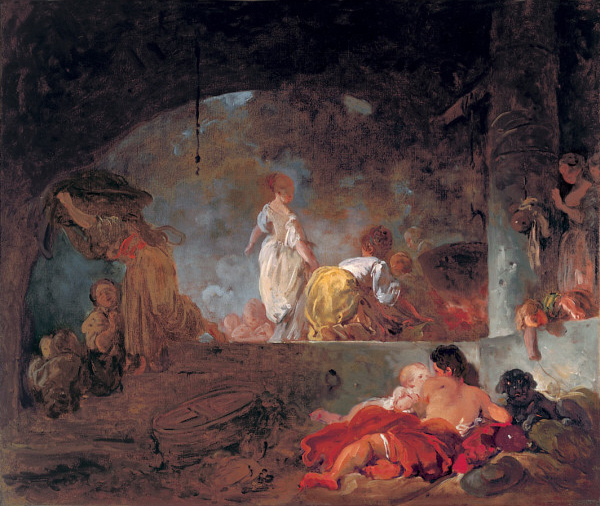
Жан-Оноре Фрагонар. «Прання і коханці».

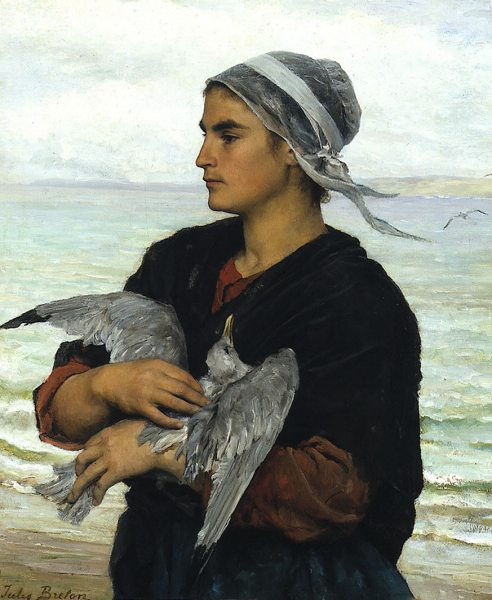
Жуль Бретон. «Поранений птах»

Французький відділ живопису найбільш багатий. Експозиція репрезентує і твори 16 століття (Корнель де Ліон «Адмірал Гаспар ІІ де Коліньї», Жан Клуе « Портрет банкіра» 1522 року, виконаний на дошці), пейзажі Клода Лоррена (17 століття) і твори доби рококо (Франсуа Буше «Пейзаж з голубятнею і містком», Жан-Оноре Фрагонар, Шарден «Фрукти і срібна чарка», Елізабет Віже-Лєбрен « Портрет брата» 1773 рік, Гюбер Робер), і представників різних напрямків 19 століття — романтизму, академізму, реалізму, імпресіонізму, постімпресіонізму, символізму. Музей має низку творів відомих митців, серед яких -
- Ежен Делакруа
- Франсуа Мілле
- Шарль-Франсуа Добіньї
- Каміль Коро
- Гюстав Курбе
- Анрі Фантен-Латур
- Гюстав Доре
- Клод Моне
- Каміль Піссарро
- Едуар Мане
- Альфред Сіслей
- Едгар Дега
- Вінсент ван Гог
- Анрі де Тулуз-Лотрек
- Гюстав Моро
- Жорж Сьора
- Жуль Бретон

Низка відомих майстрів представлена декількома творами (Гюбер Робер, Гюстав Курбе, Клод Моне, Вінсент ван Гог, Едгар Дега — останній представлений як живописом, так і пастелями, якими так уславився). Портрет кінця 19 століття репрезентє низка творів Андерса Цорна. Серед представників зламу 19-20 століть — Ежен Буден, Амедео Модільяні, Ернст Людвіг Кірхнер, Фріц Тауло.

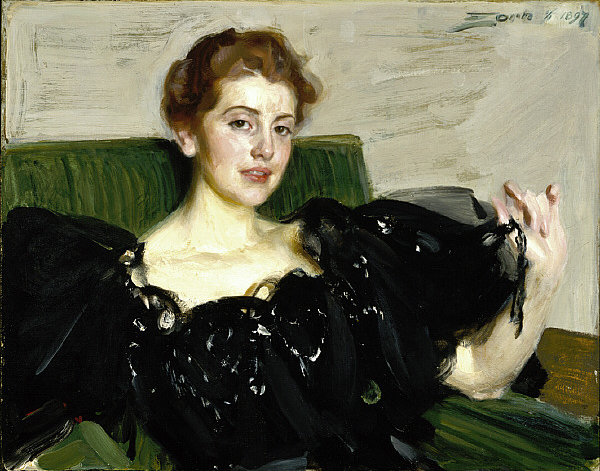
Андерс Цорн. «Люсі Торнер Джой», 1897 рік
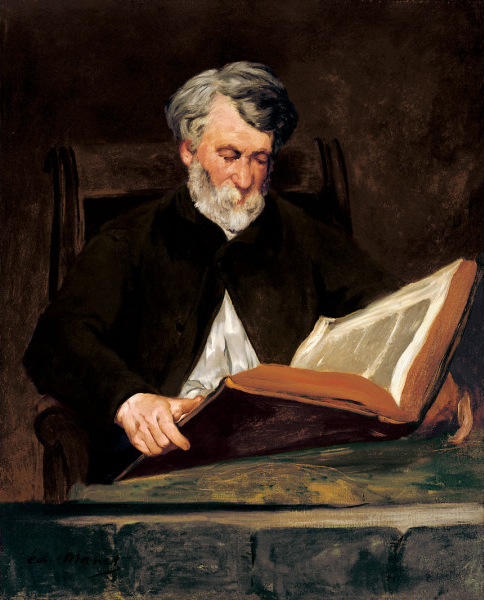
Едуар Мане. «За книгою»
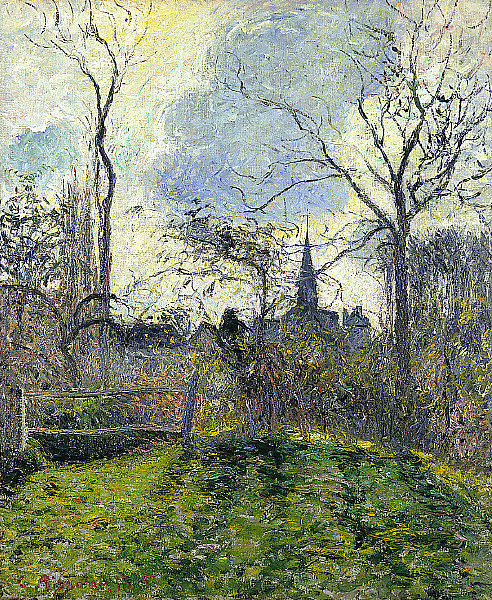
Каміль Піссарро. «Церква в Безанкурі»
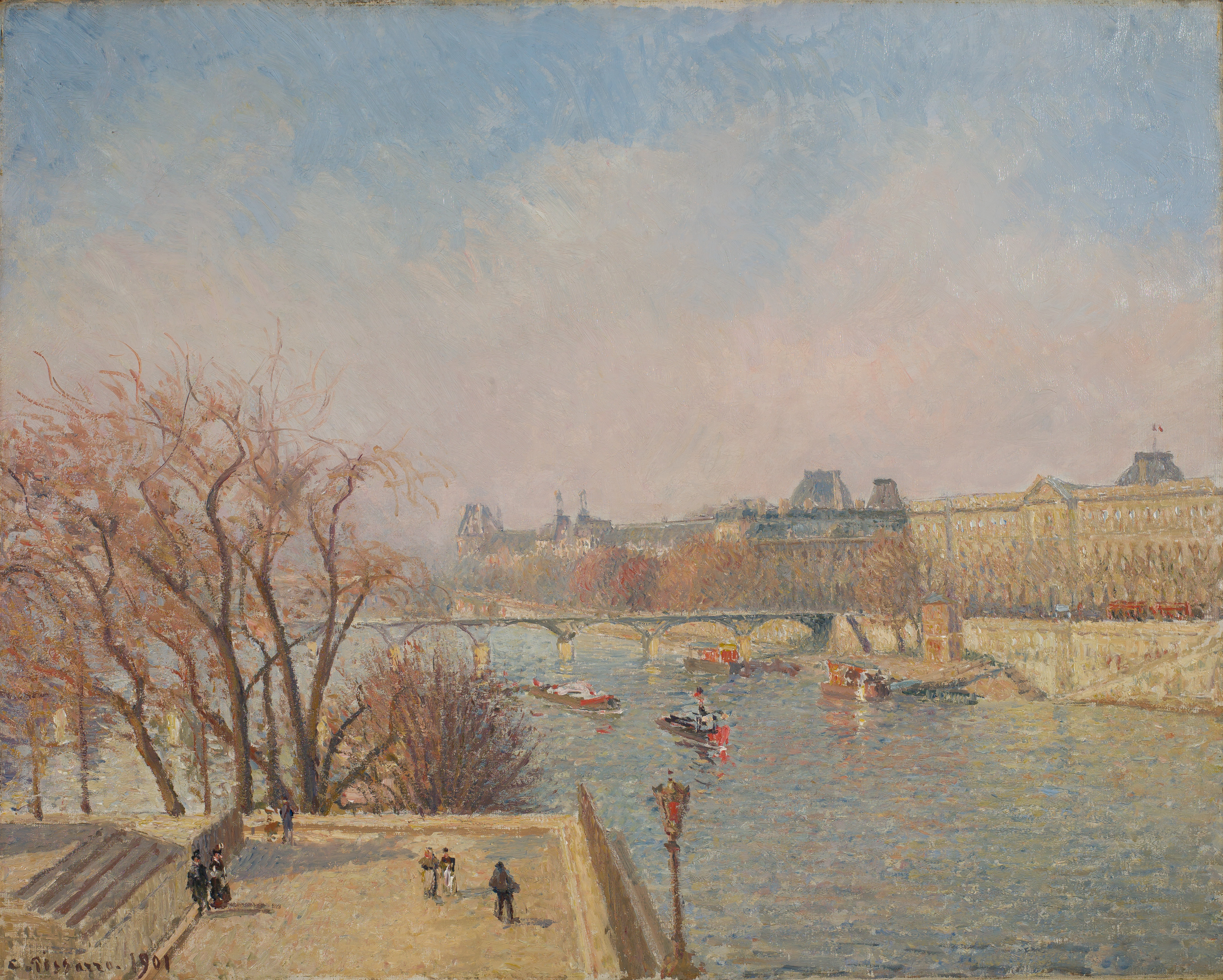
Каміль Піссарро.Палац Лувр ранком
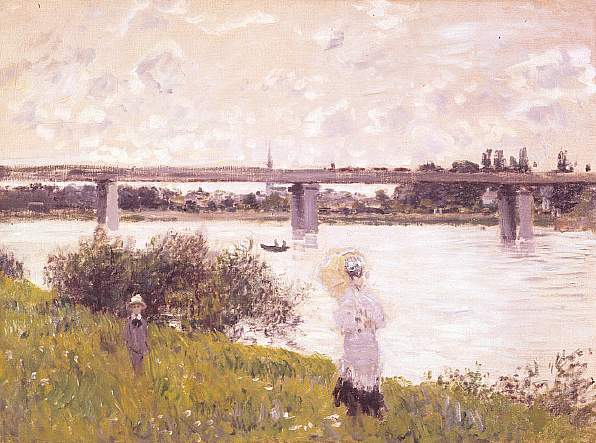
Клод Моне. «Прогулянка біля мосту»
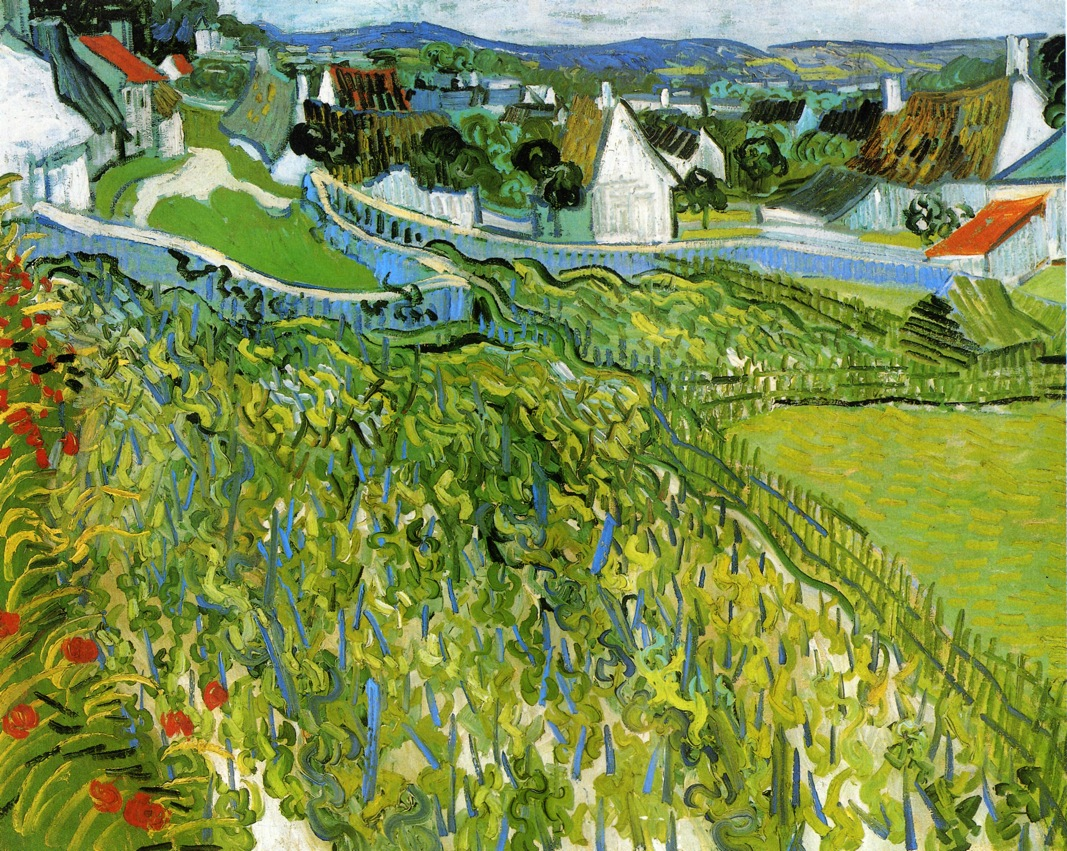
Вінсент ван Гог. «Виноградник в передмісті Арля»
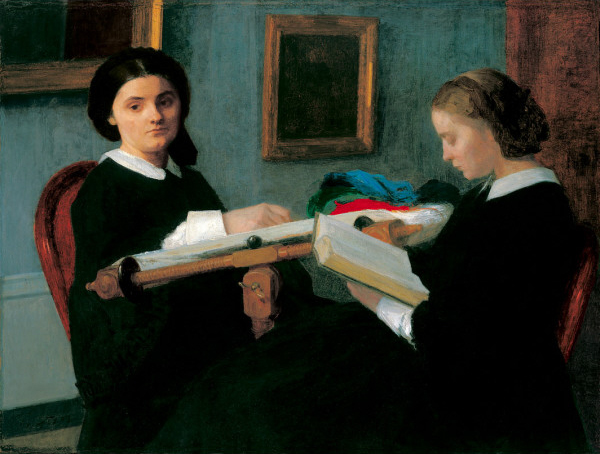
Анрі Фантен-Латур. «Дві сестри»
Амедео Модільяні. «Ельвіра біля столу»

## Відділ графіки
Літографію винайшов у 1796 році баварець Алоїс Зенефельдер. Він же відкрив першу літографську майстерню у Мюнхені. Більш дешева техніка літографії (у порівнянні з офортом) давала також перевагу в створенні більшого накладу. Це сприяло її широкому застосуванню в друкарнях. Зенефельдер також видав перший підручник для літографів. Відділ графіки Художнього музею Сент-Луїса має твір Ніколя-Анрі Жакоба, де той поєднав науковий винахід з алегорією «Геніус літографії», де молода жінка друкує тексти литографським засобом під наглядом алегорії літографії. В збірці також кольорові літографії Анрі де Тулуз-Лотрека, Анрі Рів'єра (1864—1951), пастелі Едгара Дега і Марі Кассат, графічні твори маловідомих митців Японії 19 століття.